# Aleuritopteris bullosa
Aleuritopteris bullosa là một loài dương xỉ trong họ Pteridaceae. Loài này được Kunze Ching mô tả khoa học đầu tiên năm 1941.